# Tremplin de la chanson des Hauts-de-Seine
Le Tremplin de la chanson des Hauts-de-Seine est un prix créé en 1984 par le Conseil général des Hauts-de-Seine pour aider de nouveaux talents prometteurs, et organisé dans le cadre du festival Chorus depuis la création de ce festival en 1987.
Il a permis de découvrir et de lancer (car le prix est doté d'une aide professionnelle pouvant aller jusqu'à 7 600 €) Juliette, la Tordue, Lynda Lemay, Les Ogres de Barback, Bénabar, et plus récemment Anaïs et Pauline Croze.
Depuis 2010, il a été remplacé par le « Prix Chorus (d) », qui a rassemblé le Tremplin de la Chanson et le Starting Rock en un seul dispositif de repérage.

## Prix
En 2006 le tremplin comportait trois prix:
- Grand prix du conseil général (prix du jury) doté de 7 600 €
- Prix de la Sacem doté de 2 300 €
- Prix du public doté de 762 €

## Lauréats
- 2009 - Grand Prix et prix du public Koumekiam - Prix du jury Luciole
- 2008 - Grand Prix et prix du public Carmen Maria Vega - Prix du jury Merlot
- 2006 - Grand Prix et prix du public Vendeurs d'Enclumes, Prix SACEM Alabrune.
- 2005 - Grand Prix Batlik, prix Sacem Emily Loizeau, prix du public Presque Oui
- 2004 - Grand prix Kafka, Prix Sacem Pauline Croze, prix du public Oshen
- 2003 - Grand Prix Bertrand Belin, prix du public Khaban
- 2002 - Prix du public Les Blérots de R.A.V.E.L
- 2001 - Grand prix, prix Sacem et prix du jury Sportes
- 2000 - Bell Œil
- 1999 - Grand Prix Daniel Hélin, Prix spécial du jury et prix du public Bonzom
- 1998 - Grand prix Dikes
- 1997 - La Baronne
- 1996 - Prix spécial et du public  Lynda Lemay, Éric Lareine
- 1994 - la Tordue, Zakia Bellouti
- 1992 - Prix de la Sacem et du public : Yves Postic
- 1991 - Prix du jury et du public Juliette, Prix Spécial du Jury Laurent Malot
- 1990 - Grand prix Millian
- 1986 - Jacques Haurogné
- 1985 - Grand prix et prix du public Daniel Jumeau